# Vanuatu

Detaillierte Karte Vanuatus

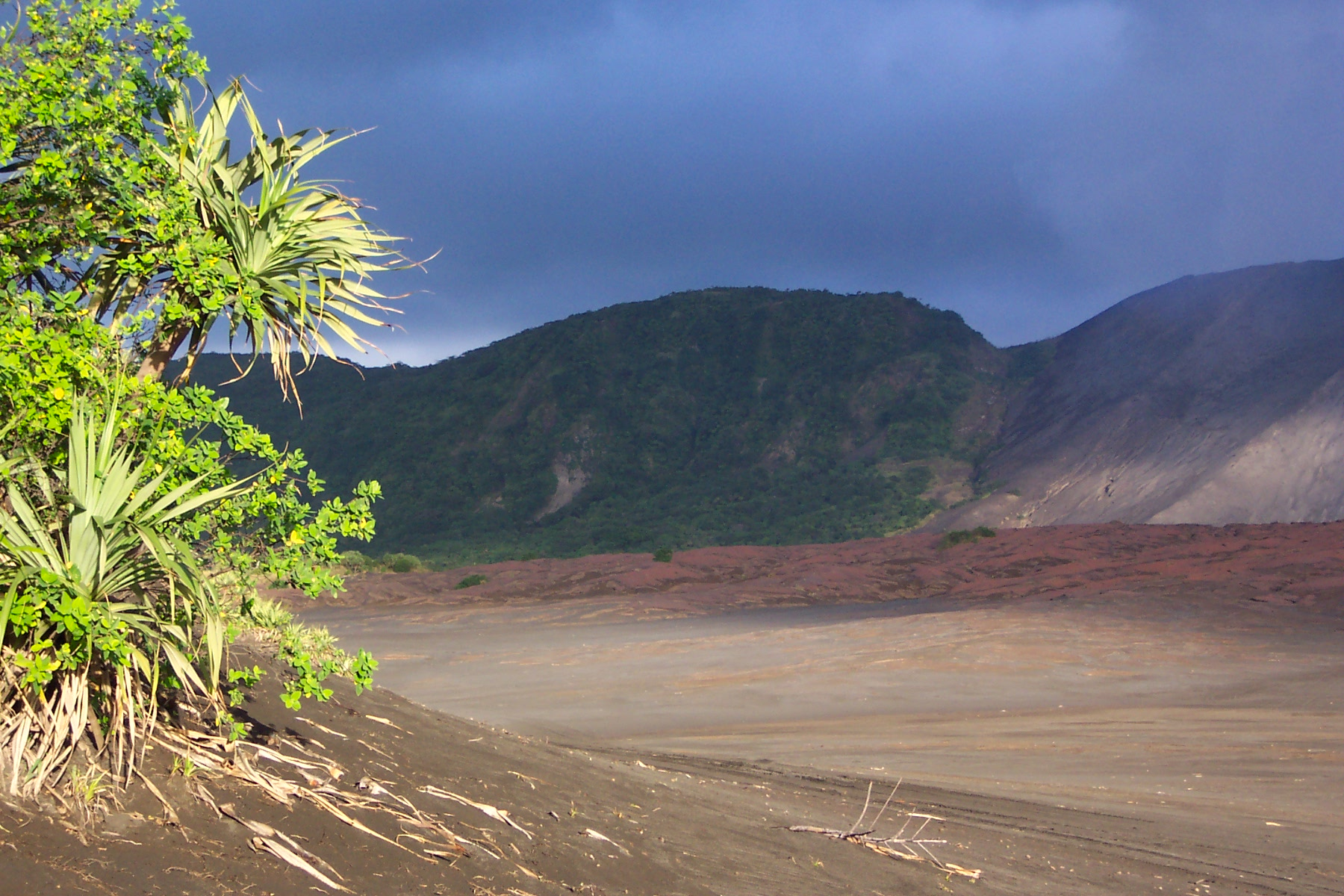
Beim Yasur auf Tanna

Vanuatu ([vɑːnʊˈɑːtuː] ⓘbislama Ripablik Blong Vanuatu) ist ein souveräner Inselstaat im Südpazifik.
Der aus 83 Inseln – bzw. Inselgruppen – bestehende Inselstaat ging 1980 aus dem seit 1906 bestehenden britisch-französischen Kondominium Neue Hebriden hervor und hatte im Jahr 2019 300.000 Einwohner.

## Geografie und Naturkatastrophen

### Geografie
Das Inselgebiet von Vanuatu erstreckt sich über 1300 km des Südpazifiks und zählt zu Melanesien. Zum Staat gehören 83 Inseln (davon 67 bewohnt), meist vulkanischen Ursprungs, welche überwiegend zur Inselgruppe der Neuen Hebriden zählen. Weiterhin gehören die Banks- und die Torresinseln zu Vanuatu. Die Inseln Vanuatus liegen auf dem sogenannten Pazifischen Feuerring, der geologisch aktivsten Zone der Erde.
Nur wenige dieser vanuatuischen Inseln haben eine Größe, die sie bedeutend macht. Die größten Inseln sind Espiritu Santo (3955,5 km²) und Malakula (2041,3 km²). Der höchste Punkt auf Vanuatu ist der Tabwemasana (Tabwémasana) mit 1879 m auf der Insel Espíritu Santo.
Bemerkenswert ist der aktive Vulkan Yasur auf der Insel Tanna sowie der Lombenben auf der Insel Ambae, der im November 2005 Aktivität zeigte. Immer wieder erschüttern Erdbeben die Inseln, so auch 1999 und 2002. Letzteres richtete in der Hauptstadt Port Vila erheblichen Schaden an. Beide Erdbeben hatten jeweils einen Tsunami zur Folge.

### Katastrophengefährdung
Vanuatu steht auf Platz 1 der Liste der durch Katastrophen besonders gefährdeten Staaten, dem Weltrisikobericht. Fast jährlich ereignen sich Erdbeben, alle 10 Jahre wird mit einem schweren Beben gerechnet. Auch ist mit dem Yasur ein Vulkan aktiv. Die akutesten Bedrohungen gehen von den jährlichen tropischen Stürmen bzw. Zyklonen aus, zuletzt 2020 durch den Zyklon Harold, der zu schweren Zerstörungen führte. Mittel- bis langfristig bestehen Risiken durch den Anstieg des Meeresspiegels.
Zyklon Pam
Zwischen dem 14. und 15. März 2015 wütete in Vanuatu der Zyklon Pam, der weite Teile Vanuatus zerstörte, weswegen die Regierung am 15. März 2015 den nationalen Notstand ausrief. Der Zyklon war mit Windgeschwindigkeiten von mehr als 300 km/h einer der stärksten je gemessenen Zyklone. In der Hauptstadt Port Vila wurden 90 % aller Gebäude zerstört oder stark beschädigt.
Der Zyklon wird als die schwerste Katastrophe in der Geschichte von Vanuatu bezeichnet.
Laut Angaben der Vereinten Nationen kamen mindestens 24 Menschen durch den Zyklon ums Leben, 3300 Menschen wurden obdachlos. Präsident Baldwin Lonsdale gab dem Klimawandel eine Mitschuld am Ausmaß der Zerstörung.
Erdbeben vom Dezember 2024
Ein Erdbeben der Stärke 7,3 ereignete sich am 17. Dezember 2024 um 14:47 Uhr (Ortszeit) 30 km westlich von Port Vila in einer Tiefe von 57 km. Es wurde von 14 Toten und 265 Verletzten sowie schweren Schäden bei der Telekommunikationsinfrastruktur, bei über 700 Gebäuden und 45 Schulen berichtet. Insbesondere betroffen waren das Zentralkrankenhaus und die Bürogebäude, in denen die Botschaften der USA, Großbritanniens, Frankreichs und Neuseelands beherbergt sind. Auch mehrere Brücken in Port Vila wurden beschädigt. Die vom 18. Dezember bis 18. Januar geplanten Parlamentswahlen wurden auf den 16. Januar 2025 verschoben. Auch einen Monat nach dem Erdbeben blieb der Central Business District von Port Vila wegen Einsturzgefahr weiterhin abgeriegelt.
Um Erdbeben und Tsunamis besser vorhersagen zu können, wird bis 2026 zwischen Vanuatu und Neukaledonien weltweit erstmalig ein „smart cable“ verlegt. Dieses Mehrzweck-Seekabel ist mit Sensoren ausgestattet, sodass es neben der Telekommunikation auch Messdaten in Echtzeit zu solchen sich anbahnenden Naturkatastrophen übermitteln kann.

## Bevölkerung

### Demografie

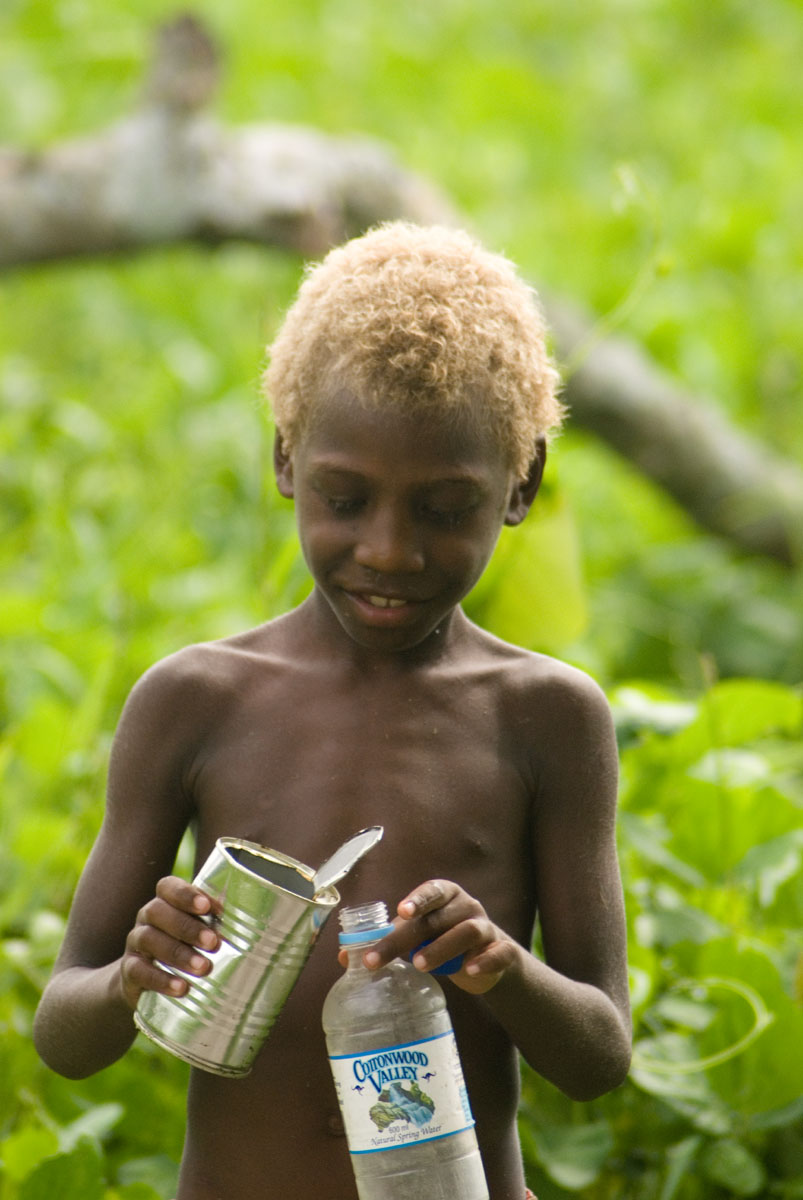
Junger Vanuatuer, 2007

Vanuatu hat 300.000 Einwohner (2019), Die Anzahl der Geburten pro Frau lag 2020 statistisch bei 3,8, die der Region „kleine Inselstaaten im Pazifik“ betrug 3,3. Die Lebenserwartung der Einwohner Vanuatus ab der Geburt lag 2020 bei 70,3 Jahren (Frauen: 72,4, Männer: 68,5). Der Median des Alters der Bevölkerung lag im Jahr 2020 bei 19,5 Jahren.
| Jahr | Einwohnerzahl | Jahr | Einwohnerzahl |
| ---- | ------------- | ---- | ------------- |
| 1950 | 047.697       | 1990 | 146.634       |
| 1960 | 063.699       | 2000 | 185.063       |
| 1970 | 085.389       | 2010 | 236.295       |
| 1980 | 115.632       | 2019 | 300.000       |

Etwa 98,5 % der Bevölkerung sind Melanesier.

### Sprachen
72,6 % der Bevölkerung geben als Muttersprache eine der 110 Sprachen Vanuatus an. Mit dieser Menge an Sprachen hat Vanuatu die höchste Sprachendichte (Sprachen pro Einwohner) der Welt. Alle diese Sprachen zählen zum melanesischen Zweig der ozeanischen Sprachgruppe. Bislama, eine in der britisch-französischen Kolonialzeit entstandene Kreolsprache, wird von knapp 23,1 % als erste Muttersprache angegeben; tatsächlich stellt es aber die tägliche Sprache der Einwohner des Inselstaates dar. Neben Bislama gelten auch Englisch und Französisch als Amtssprachen, werden aber kaum noch aktiv gesprochen: Englisch wird von 1,9 % der Einwohner, Französisch von 1,4 % gesprochen. Andere Sprachen werden von 0,3 % der Gesamtbevölkerung gesprochen.

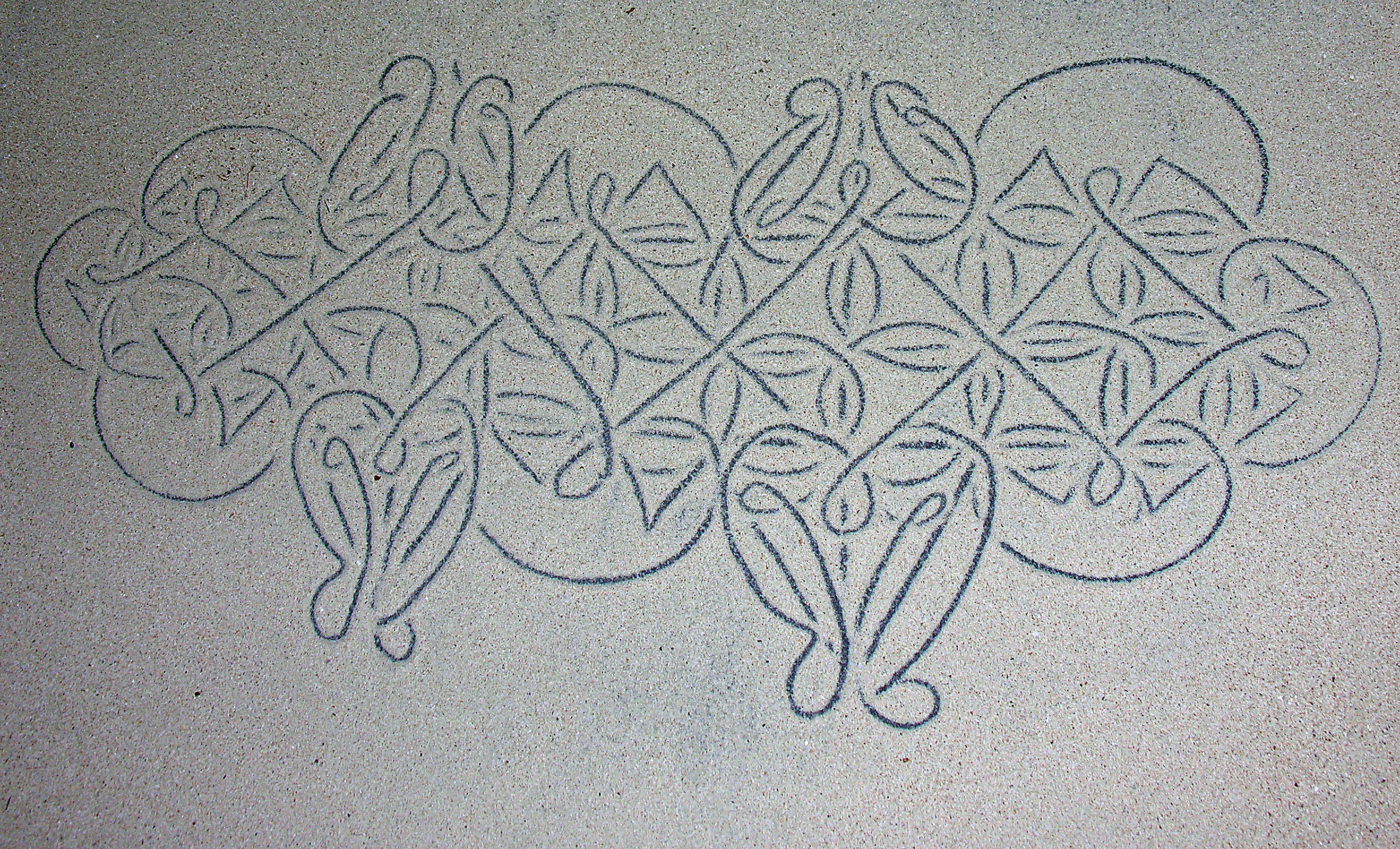
Sandzeichnung aus Vanuatu (2007)

Einwohner ohne gemeinsame Sprache verständigten sich früher über Zeichnungen, die in den Sand gezeichnet wurden. Rituelle Sandzeichnungen, die aus einer durchgehenden Linie bestehen, wurden 2003 von der UNESCO als Kulturerbe der Menschheit anerkannt.

### Religion
31,4 % der Bevölkerung gehören der presbyterianischen Kirche an und 13,4 % der anglikanischen Kirche. 13,1 % der Einwohner sind römisch-katholisch, 10,8 % sind Siebenten-Tags-Adventisten und 13,8 % gehören einer anderen christlichen Konfession an. Daneben gibt es noch etliche einheimische Glaubensrichtungen, zu denen sich aber nur noch 5,6 % der Gesamtbevölkerung bekennen. Die bedeutendsten sind Cargo-Kulte wie die John-Frum-Bewegung und die Prinz-Philip-Bewegung. (Alle demografischen Angaben sind auf dem Stand von 2006.)

### Bildung und Gesundheit
26 % der über 15-Jährigen sind Analphabeten. Die Gesundheitsausgaben des Landes betrugen im Jahr 2019 3,4 % des Bruttoinlandsprodukts. Die Sterblichkeit bei unter 5-jährigen betrug 2021 23,2 pro 1000 Lebendgeburten.

## Geschichte
Viele der Inseln von Vanuatu sind schon seit Jahrtausenden bevölkert. Die ältesten Funde werden auf ungefähr 2000 v. Chr. datiert. Der portugiesische Seefahrer Pedro Fernández de Quirós erreichte am 3. Mai 1606 Espíritu Santo. Im Glauben, den „verlorenen“ südlichen Kontinent gefunden zu haben, nannte er die Insel nach dem Heiligen Geist Terra Australis del Espiritu Santo und vereinnahmte sie (und alles bis zum Südpol liegende Land) im Namen des spanischen Königs und der katholischen Kirche.
1768 segelte Louis Antoine de Bougainville auf der Fregatte Boudeuse zwischen Espíritu Santo und Malakula und widerlegte somit Quirós Theorie, es handle sich um den Teil eines südlichen Kontinents.
Nach der zweiten Reise des britischen Entdeckers James Cook ließen sich ab 1839 europäische Siedler auf den Inseln nieder. Ab 1887 standen die Inseln offiziell unter britisch-französischer Herrschaft.
Franzosen und Briten einigten sich im Jahr 1906 auf die Gründung des Kondominiums Neue Hebriden auf den Neuen Hebriden. Aufgrund verschiedener Infektionskrankheiten, die vor allem von den europäischen Siedlern ins Land gebracht wurden, fiel die Bevölkerungszahl bis 1935 auf 45.000 Einwohner.
Während des Zweiten Weltkrieges nutzten die Alliierten die Inseln Efate und Espíritu Santo als Militärbasen. In den 1960er Jahren drängte die Bevölkerung zu mehr Selbstbestimmung und später nach Unabhängigkeit. Vor der Unabhängigkeit wurde das aktive und passive Frauenwahlrecht im November 1975 garantiert.
Volle Souveränität erlangte der Inselstaat am 30. Juli 1980 durch die Zustimmung der beiden europäischen Schutzmächte. Am 15. September 1981 trat Vanuatu den Vereinten Nationen bei, nachdem die Resolution 489 des UN-Sicherheitsrates dies empfohlen hatte. 1983 trat Vanuatu der Bewegung der Blockfreien Staaten bei.
Die 1990er Jahre prägten politische Instabilität, was zu einer größeren Dezentralisierung im politischen System des Inselstaates führte.

## Politik

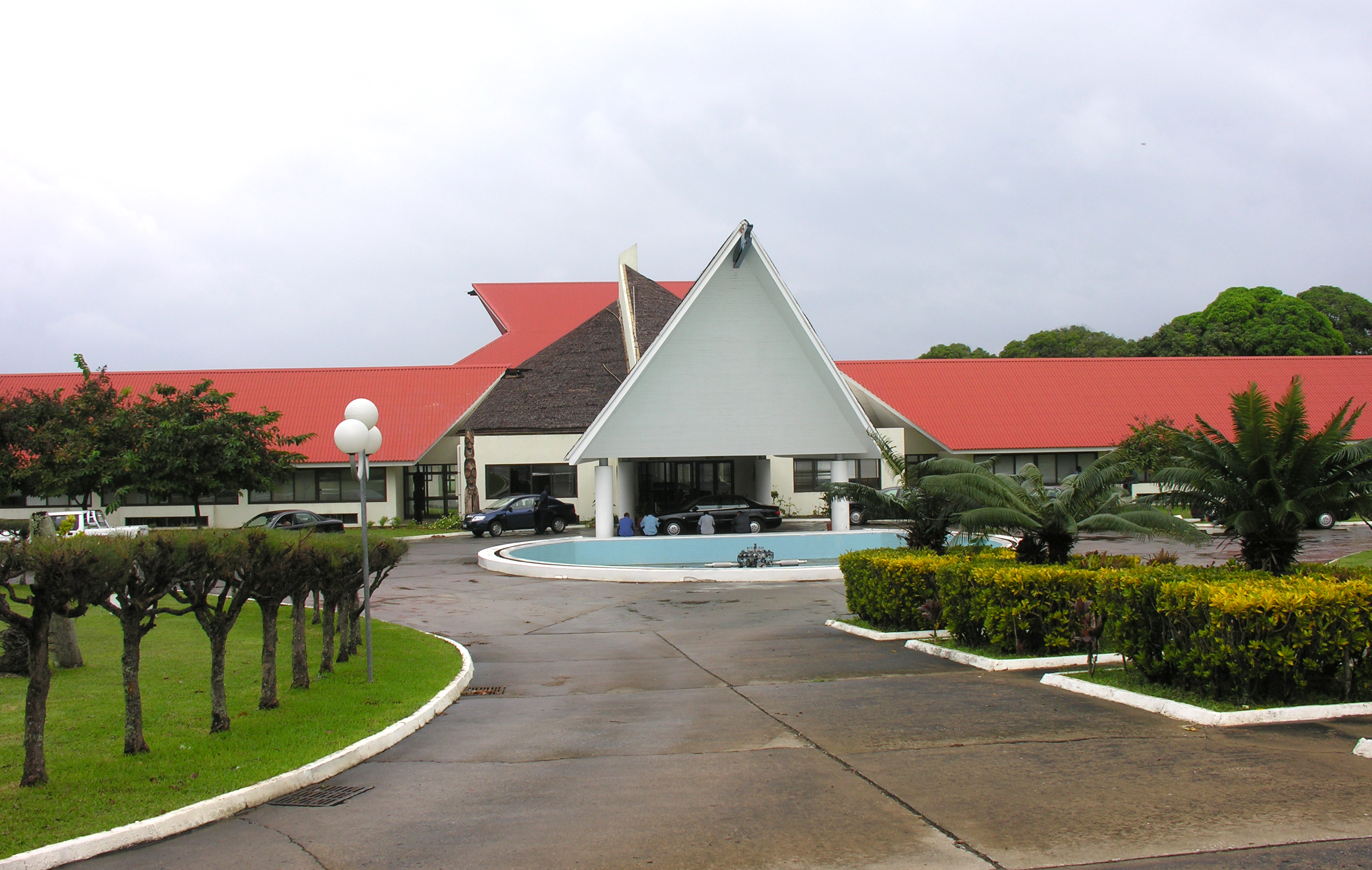
Das Parlament von Vanuatu

### Politisches System
Vanuatu ist eine parlamentarische Republik mit einem Präsidenten als Staatsoberhaupt. Der Präsident, der hauptsächlich repräsentative Funktionen ausübt, wird alle fünf Jahre von einem gemeinsamen Gremium aus Mitgliedern des Parlaments und den Präsidenten der Regionalparlamente gewählt. Vom 22. September 2014 bis zu seinem Tod 2017 war Baldwin Lonsdale aus der Provinz Torba Präsident des Landes. Seine Wahl erforderte acht Wahlgänge, bis er die notwendige Zweidrittelmehrheit mit 46 von 58 Stimmen erreichte. Er löste den vom 2. September 2009 bis 2. September 2014 amtierenden Iolu Abil und dessen danach amtierenden Interimspräsidenten Philip Boedoro ab. Nachfolger des in der Region angesehenen Baldwin Lonsdale wurde im Juli 2017 Tallis Obed Moses. Im Juli 2022 war Seule Simeon kurzzeitig kommissarischer Präsident und seit dem 23. Juli 2022 ist Nikenike Vurobaravu amtierender Präsident von Vanuatu.
Der Regierungschef Vanuatus ist der Premierminister, der vom Parlament mit Dreiviertelmehrheit gewählt wird. Der Premierminister bestimmt selbst die Mitglieder seines Kabinetts.
Premierminister ist seit dem 11. Februar 2025 Jotham Napat.
Vanuatu hat ein Einkammersystem. Das Parlament hat 52 Mitglieder, die alle vier Jahre in Mehrpersonenwahlkreisen direkt gewählt werden. Der Premierminister kann das Parlament vorzeitig vom Präsidenten auflösen lassen.
| Partei                                               | Sitze |
| ---------------------------------------------------- | ----- |
| Unabhängige                                          | 8     |
| Vanua’aku Pati (VP) (Our Land Party)                 | 6     |
| Union of Moderate Parties (UMP)                      | 6     |
| Land and Justice Party (GJP)                         | 6     |
| National United Party (NUP)                          | 4     |
| Iauko Group                                          | 4     |
| Nagriamel                                            | 3     |
| Reunification of Movements for Change (RMC)          | 3     |
| Vanuatu National Development Party (VNDP)            | 2     |
| Vanuatu Green Confederation (GC)                     | 2     |
| Peoples Progressive Party                            | 1     |
| Natatok Indigenous People’s Democratic Party (NIPDP) | 1     |
| Leaders Party of Vanuatu (LPV)                       | 1     |
| Vanuatu Labour Party                                 | 1     |
| Fren Melanesian Party (FMP)                          | 1     |
| People’s Services Party (PSP)                        | 1     |
| Melanesian Progressive Party (MPP)                   | 1     |
| Vanuatu Presidential Party (VPP)                     | 1     |
| Summe                                                | 52    |

Quelle: IFES
Neben dem Parlament gibt es den Malvatu Mauri, auch National Council of Chiefs genannt. Dieser Häuptlingsrat hat aber nur beratende Funktion.
Das oberste rechtsprechende Staatsorgan von Vanuatu ist der Oberste Gerichtshof, der aus einem Obersten Richter und bis zu drei weiteren Richtern besteht. Das Rechtssystem basiert auf dem britischen Recht.

### Politische Indizes
| Name des Index                     | Indexwert  | Weltweiter Rang | Interpretationshilfe                          | Jahr |
| ---------------------------------- | ---------- | --------------- | --------------------------------------------- | ---- |
| Freedom in the World Index         | 82 von 100 | —               | Freiheitsstatus: frei 0 = unfrei / 100 = frei | 2024 |
| Korruptionswahrnehmungsindex (CPI) | 50 von 100 | 57 von 181      | 0 = sehr korrupt / 100 = sehr sauber          | 2024 |

### Außenpolitik
Die kleinen Matthew- und Hunterinseln, welche etwa 250 km südöstlich von Anatom (Provinz Tafea), der südlichsten Hauptinsel von Vanuatu, liegen, werden sowohl von Neukaledonien (Frankreich) als auch von Vanuatu beansprucht.
Schon früh unterstützte Vanuatu diplomatisch Osttimor in seinem Bestrebungen nach Unabhängigkeit von Indonesien. Daher verlieh Osttimors Präsident Francisco Guterres am 31. August 2019 der Regierung Vanuatus den Ordem de Timor-Leste.
Seit dem 26. Oktober 2011 ist Vanuatu Mitglied der Welthandelsorganisation.

### Sicherheit
Vanuatu verfügt über keine regulären Streitkräfte. Für die Sicherheit ist neben der Polizei (Vanuatu Police Force) auch die paramilitärische Vanuatu Mobile Force zuständig, die auch über einen maritimen Arm, den Police Maritime Wing, verfügt. Vanuatuische Sicherheitskräfte haben bereits an Einsätzen der Vereinten Nationen teilgenommen.

### Provinzen

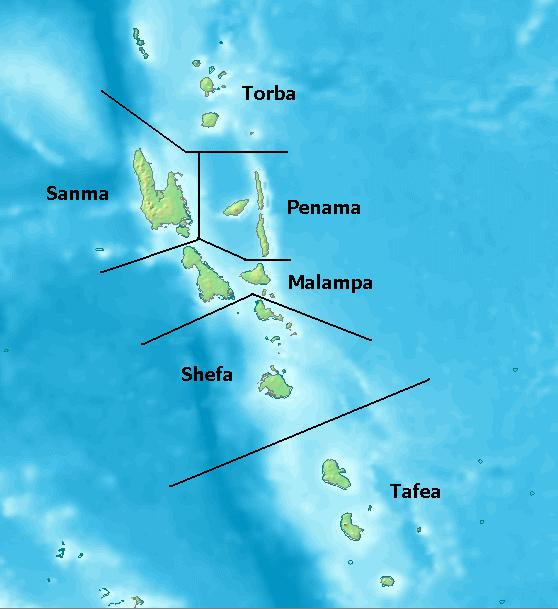
Die Provinzen Vanuatus

Vanuatu besteht aus den sechs Provinzen Malampa, Penama, Sanma, Shefa, Tafea und Torba, deren Namen sich aus den Namen der Einzelinseln zusammensetzen.

## Wirtschaft
Die Wirtschaft von Vanuatu besteht überwiegend aus Landwirtschaft, Tourismus und Fischerei. Die Fischerei spielt eine wichtige Rolle zur Versorgung der Bevölkerung. Auch daher ist Vanuatu Mitglied der South Pacific Regional Fisheries Management Organisation (SPRFMO), die sich als internationale zwischenstaatliche Organisation von 17 Mitgliedern das Ziel gesetzt hat, die Fischbestände im Südpazifik zu überwachen und zu bewirtschaften.
Die Mitglieder sind:
| Australien         | Belize              | Chile               |
| Cookinseln         | Ecuador             | Europäische Union   |
| Färöer             | Kuba                | Neuseeland          |
| Panama             | Peru                | Russland            |
| Südkorea           | Taiwan              | Vanuatu             |
| Vereinigte Staaten | Volksrepublik China | Volksrepublik China |

Zu den wichtigsten Kulturpflanzen gehören Kokospalmen, Erdnüsse, Bananen und Mais, die hauptsächlich für den Inlandsbedarf kultiviert werden. Im Jahr 2010 wurden auf einer Fläche von 96.000 ha Kokospalmen (Ertrag 2010: 170.000 t), auf 2.428 ha Erdnüsse (Ertrag 2011: 2.616 t), auf 1.455 ha Bananen (Ertrag 2010: 10.735 t, 2017: 16.547 t, 2020: 16.638 t) und auf 1402 ha Mais (Ertrag 2010: 783 t) angebaut. 2017 wurden 26 Tonnen Kaffee und 2020 bereits 36 t Kaffee geerntet. 2020 dienten 87.663 ha dem Anbau von Kokospalmen, und 270.372 Tonnen Kopra wurden geerntet, womit Vanuatu den 18. Platz der Kopra produzierenden Länder einnahm. Bananen wurden 2020 auf einer Fläche von 1.619 ha angebaut, und 16.638 Tonnen Bananen wurden geerntet.
Auf einigen Farmen werden Rinder und Schweine gehalten, die 2010 2.500 t Rindfleisch und 3.417 t Schweinefleisch erbrachten. Die Anbaufläche für Kakao stieg von 25 ha (2011) auf 3.842 ha im Jahre 2020, als 2.000 Tonnen Kakao geerntet wurden. Vereinzelt werden auch Kaffee (2011: 25 ha) und Gewürze (2011 auf sieben Hektar mit einem Ertrag von 95 t) angebaut. Die Wirtschaft ist trotz eines expandierenden Dienstleistungssektors noch stark landwirtschaftlich geprägt und somit anfällig für Naturkatastrophen und Wetterschwankungen. Es existieren keine nennenswerten Bodenschätze.
Etwa 65 % der Bevölkerung bestreiten ihren Lebensunterhalt durch den primären Sektor. Durch diverse Wirtschaftsreformen wie die Einführung einer Mehrwertsteuer von 12,5 % gelang es, den Dienstleistungssektor zu stärken, so dass der Tourismus weiter expandieren konnte. 2011 waren es ca. 94.000 Besucher. Auf Kreuzfahrtschiffen erreichten 125.000 Tagesbesucher die Inseln.
Vanuatu erlangt auch zunehmend Bedeutung als Offshore-Finanzplatz. In Vanuatu gibt es keine Einkommensteuern, Körperschaftssteuern oder Kapitalertragsteuern. Der Staatshaushalt wird durch Einfuhrsteuern, die Mehrwertsteuer (12,5 %) und durch diverse Gebühren finanziert.
Exportiert werden in erster Linie landwirtschaftliche Produkte, deren Mengen jährlich stark schwanken können. 2010 wurden Agrargüter im Wert von 24 Mio. US$ exportiert; jedoch mussten Nahrungsmittel im Wert von 56,3 Mio. US$ importiert werden.
Auch in den Jahren davor überstieg der Wert der Lebensmittelimporte (2009: 53,1 Mio. US-$) stets den Wert der Lebensmittelexporte (2009: 28,1 Mio. US-$) in erheblichem Maße. Vanuatu exportiert u. a. Rindfleisch (2010: 352 t nach 904 t im Vorjahr), Kopra (2010: 5.693 t nach 15.107 t im Vorjahr und 3205 t 2008), Kakao (2010: 1.978 t nach 1.480 t im Vorjahr) sowie geringe Mengen von Kaffee (2010: 1 t nach 4 t im Vorjahr) und Bananen.
Am 28. Januar 2016 legte die EU-Kommission ein Maßnahmenpaket zur Bekämpfung von Steuerflucht vor, bei dem unter anderem Vanuatu auf der schwarzen Liste der Steueroasen auftaucht.
Die wichtigsten Handelspartner sind Neukaledonien, Australien und Neuseeland.
Mit dem Citizenship Tourism Investment Program (CTIP) versucht Vanuatu Menschen zu gewinnen, die in das Land investieren. Im Jahr 2020 haben bis Mitte August über 650 Menschen die Möglichkeit genutzt, bei zugelassenen Agenturen für je 130.000 USD (rund 110.000 Euro) die Staatsbürgerschaft von Vanuatu zu erwerben, um 32 % mehr als im ganzen Jahr 2019. Je 80.000 USD fließen direkt als Gebühr an den Staat, zudem zahlen die Agenturen Steuern auf ihre Erlöse. Der Staat erzielte so trotz Einbruch des Tourismus im Zuge der COVID-19-Pandemie und den Zerstörungen durch den Zyklon Harold im ersten Halbjahr 2020 einen Überschuss von 3,8 Milliarden Vatu (28,4 Millionen Euro). Der grüne Pass mit dem Wappen Vanuatus samt Staatsmotto ist auch deshalb beliebt, da Inhaber mit ihm in mehr als 100 Länder visafrei einreisen können, darunter jene der Europäischen Union, Großbritannien, Russland und Hongkong. Nur wenige der „Käufer“ der Staatsbürgerschaft siedeln sich tatsächlich im Land an oder investieren in der Folge hier.
Vier Chinesen, nach denen Interpol fahndete, wurde 2020 die Staatsbürgerschaft wieder aberkannt; sie wurden verhaftet, isoliert und an China ausgeliefert. Sie sollen an PlusToken beteiligt gewesen sein, einem betrügerischen Schneeballsystem mit Kryptowährungen.

### Währung

Kursmünzen von Vanuatu

Als Währung fungiert auf Vanuatu der Vatu (VUV). Am 4. Okt 2024 betrug der Wechselkurs 1 EUR = 129 VUV, entsprechend 100 VUV = 0,77518 EUR.

### Unternehmen
Die Betreiber des Kazaa-Netzwerkes von Sharman Networks haben sich dort niedergelassen, um Verfahren in den Niederlanden zu entgehen und von Steuervorteilen zu profitieren. Auch WinMX, eine Peer-to-Peer-Software, sowie der OnlineTVRecorder wechselten ihren Standort dorthin.

### Staatshaushalt
Der Staatshaushalt umfasste 2005 Ausgaben von umgerechnet 72,2 Mio. US-Dollar, dem standen Einnahmen von umgerechnet 78,7 Mio. US-Dollar gegenüber. Daraus ergibt sich ein Haushaltsüberschuss in Höhe von 1,8 % des BIP.
Die Staatsverschuldung betrug 2008 106 Mio. US-Dollar oder 18,5 % des BIP.
2020 betrug der Anteil der Staatsausgaben (in % des BIP) folgender Bereiche:
- Gesundheit: 4,0 %
- Bildung: 2,2 %
- Militär: 0,0 % (Vanuatu hat kein Militär im eigentlichen Sinne)

## Verkehr

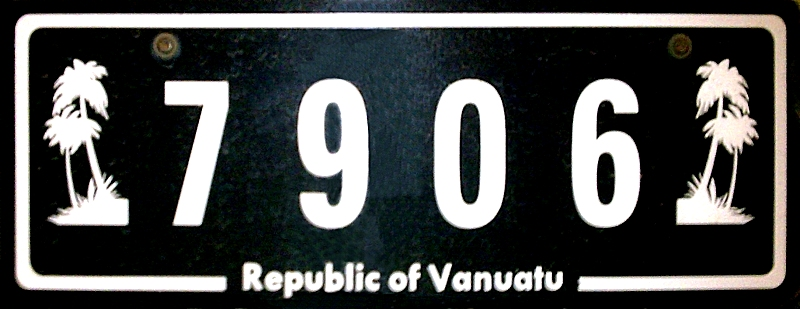
Kfz-Kennzeichen von Vanuatu

Das knapp 1000 Kilometer lange Verkehrsnetz Vanuatus besteht zu 75 % aus nicht asphaltierten Straßen und Wegen. Es gibt auf den Straßen von Vanuatu keine generelle Geschwindigkeitsbegrenzung. Vanuatu hat insgesamt 29 öffentliche Flugplätze, davon drei mit asphaltierten Start- und Landebahnen. Einer der wichtigsten Flughäfen ist der Bauerfield Airport. Die nationale Fluglinie ist Air Vanuatu. Die Handelsmarine verfügt über etwa 50 Schiffe, von denen keines einen inländischen Besitzer hat. Größere Häfen befinden sich in Forari, Port Vila und Espiritu Santo.

## Kultur und Medien

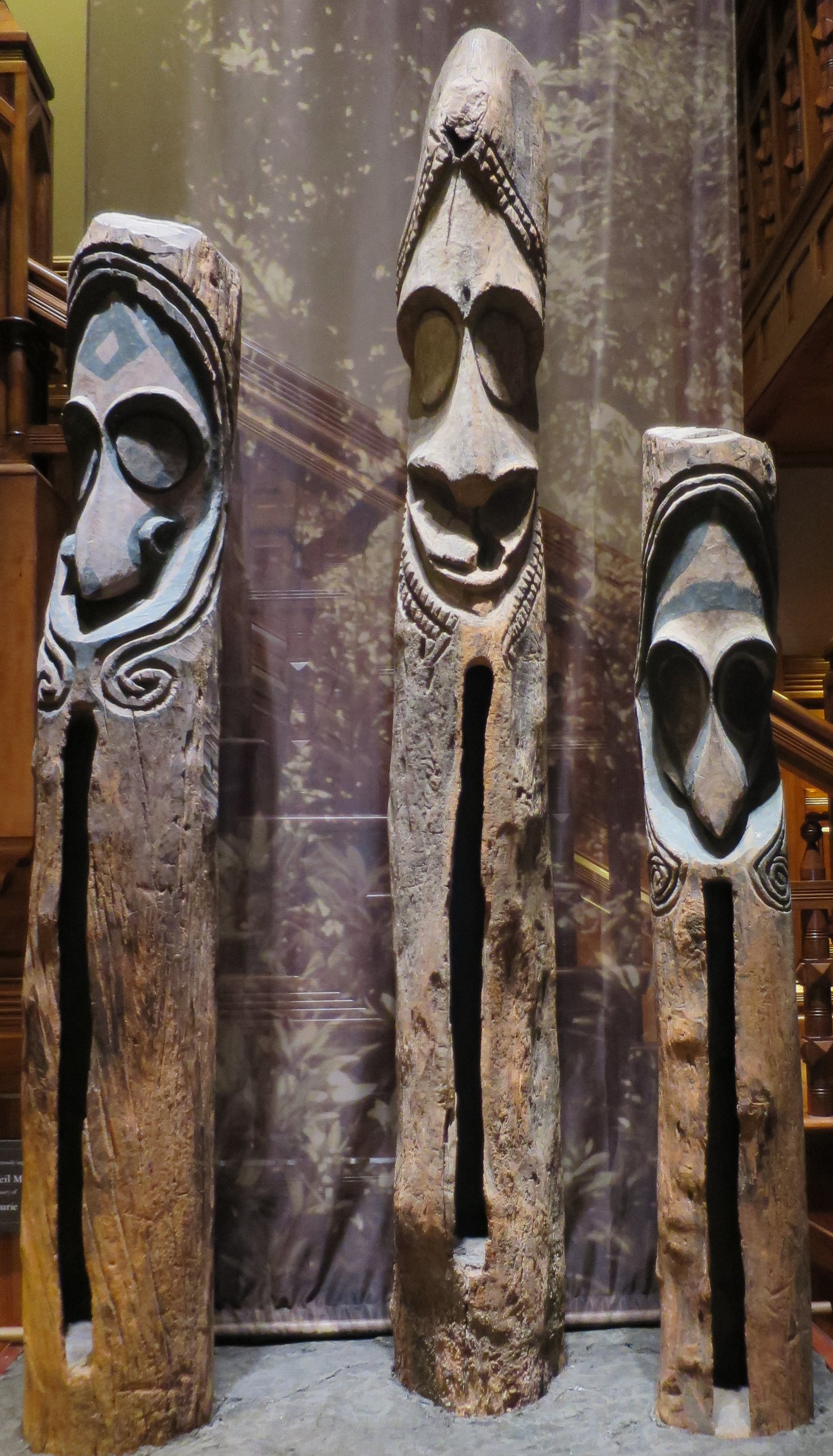
Hölzerne Schlitztrommeln aus Vanuatu (aus dem Bernice P. Bishop Museum)

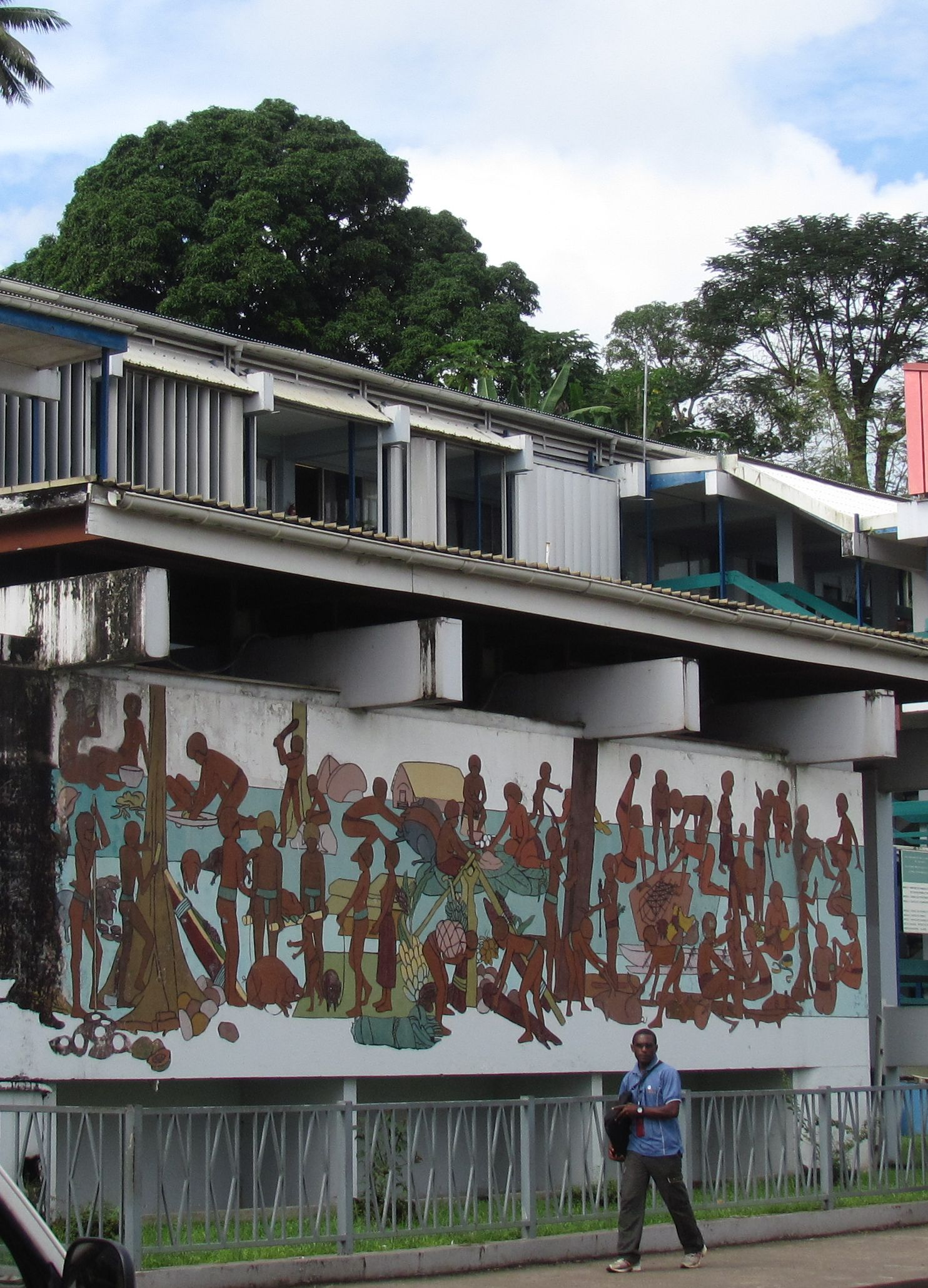
Wandmalereien gegenüber der Markthalle

Die Kulturlandschaft Chief Roi Mata’s Domain ist seit 2008 UNESCO-Welterbe. Auch die Sandzeichnungen, die früher der Kommunikation zwischen den einzelnen Inseln und Stämmen dienten, wurden von der UNESCO als Weltkulturerbe anerkannt.
Einer der bedeutendsten zeitgenössischen Künstler Vanuatus ist der von der Insel Wallis stammende Aloi Pilioko, der u. a. das farbenfrohe Relief an der Fassade der Hauptpost in Port Vila schuf. Unweit davon ist ein Wandgemälde auf der Fassade des Verwaltungsgebäudes gegenüber der Markthalle zu sehen.
Die Kunstwerke Vanuatus sind – wie auch die der anderen Inselgruppen Melanesiens – im Vergleich zu denen in Mikro- und Polynesien relativ farbenfroh, wobei Rot, Gelb, Schwarz und Weiß am weitesten verbreitet sind und Blau sowie Grün in der traditionellen Kunst fast gar nicht zum Einsatz kommen.
Eine Kurzwellenstation, die mit 10 kW ein Inlandsprogramm in Englisch, Französisch und Bislama ausstrahlt, kann bei günstigen Empfangsbedingungen gelegentlich auch in Mitteleuropa empfangen werden. Die Sendefrequenzen sind: 3.945, 5.055, 7.260 und 9.960 kHz.
Die Top-Level-Domain von Vanuatu ist .vu. Mit dem Verkauf der .vu-Domain verdiente Vanuatu mehr als 42 Millionen Euro.